# Ares (historieta)
Ares es un manhwa coreano con guion y dibujo de Ryu Keum Ch'eol. 
La historia tiene lugar en la Antigua Roma, en un país llamado Chronos. Los personajes principales son Ares y sus hermanos de armas Baroona y Michael, que forman parte, los tres, de una banda armada llamada "El templo de mercenarios".

## Historia
Ares, Michael, y Baroona son admitidos en el grupo de mercenarios Tample mediante una prueba de táctica contra un soldado de rango B. Luego de pasar con facilidad la prueba, los tres entran en la misma unidad, el Mercenary Corp, e, intrigados por las facultades que ve cada uno en los otros dos, se hacen amigos. También conocen al cuarto miembro del grupo: el cobarde artista Gohue, que se esconde en cada batalla, pero se mantiene cerca.
Los tres guerreros llaman la atención en su primera misión, y son ascendidos al rango B (aun siendo superiores a los de rango A). Los Mercenarios Tamples comienzan a tomar parte en batallas a escala nacional, y así los tres amigos conocen al gran general de Chronos (y luego rey) Icarus. Habiéndole hecho buena impresión la eficacia del grupo, lo contrata para que sea su guardia durante una negociación con los vecinos del oeste, la Alianza Radink, para acabar la guerra. La ayuda del trío es precisa cuando dos generales aprovechan la ausencia de Icarus para dar un golpe de Estado contra el gobierno de Chronos y mandar la ejecución del rey depuesto.
Luego de salvar a Icarus, los Mercenarios Tample son contratados para impedir el derrocamiento del rey y derrotar al ejército de los usurpadores. Icarus, demostrando gran habilidad, frena la guerra civil con pérdidas mínimas en ambos bandos, y lleva a ambos ejércitos a defender la frontera oeste de Chronos. Los seguidores del anterior rey piden a Icarus que sea su nuevo monarca, y él acepta la oferta. En esta batalla, Icarus, una vez más, se vale de los Mercenarios Tample y de una brillante estrategia para obtener la ventaja.